# 8192 (szám)
A 8192 egy természetes szám, a 2 tizenharmadik hatványa.

## A szám a matematikában
A tízes számrendszerbeli 8192-es a kettes számrendszerben 10000000000000, a nyolcas számrendszerben 20000, a tizenhatos számrendszerben 2000 alakban írható fel.
A 8192 páros szám, összetett szám, kanonikus alakban a 213 hatvánnyal, normálalakban a 8,192 · 103 szorzattal írható fel. Tizennégy osztója van a természetes számok halmazán, ezek növekvő sorrendben: 1, 2, 4, 8, 16, 32, 64, 128, 256, 512, 1024, 2048, 4096 és 8192.
Egyetlen szám valódiosztó-összegeként áll elő, mely nagyobb 10 000-nél.